# Catacomben van Napels

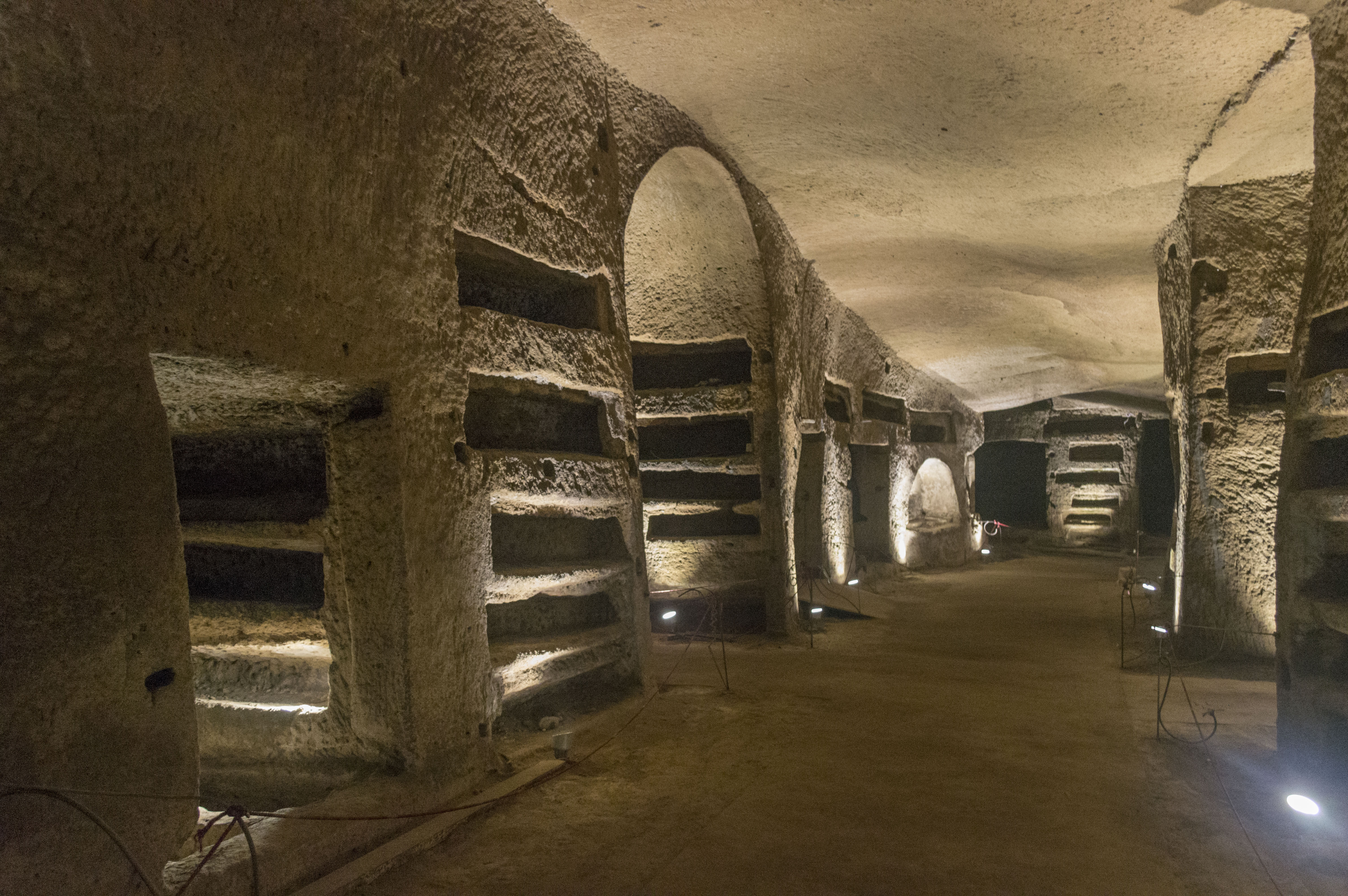
Catacomben San Gennaro in Napels

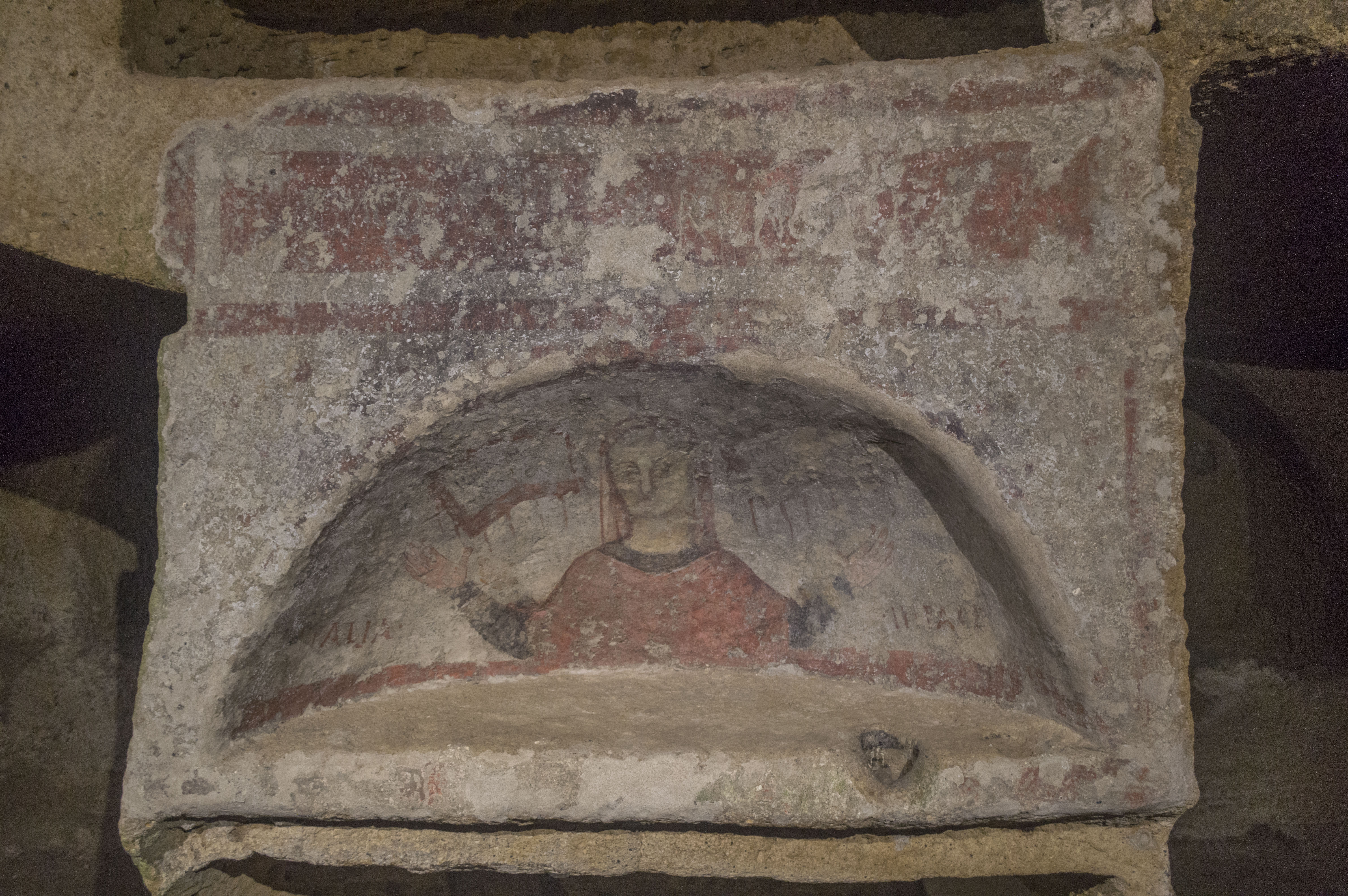
Fresco

De Catacomben (2e eeuw) van de Italiaanse stad Napels dragen de naam San Gennaro, of in het Nederlands Januarius van Benevento. Ze zijn gelegen in het noorden van de stad, op weg naar de berg Capodimonte.

## Historiek
Onderzoek heeft uitgewezen dat voor de christelijke aanwezigheid in de stad, de Griekse kolonisten van Neapolis de ondergrondse grotten gebruikten als begraafplaats. Oorspronkelijk waren er drie catacomben: deze van de heilige Januarius, de heilige Gaudiosus de Afrikaan en de heilige Severus van Napels. Door uitbreidingen van het netwerk werd de naam Januarius (San Gennaro) gegeven aan het geheel van de catacomben.
Tijdens de christenvervolgingen door Romeinse keizers verborgen christenen zich in het oudste deel van de catacomben, wat de onderste verdieping van de galerijen is. Zij hielden er erediensten.
In de loop van de 3e tot 5e eeuw gebruikten christenen de catacomben als begraafplaats. Deze traditie ving aan met de begrafenis van Agrippinus, bisschop van Napels in de 3e eeuw. Zijn graf werd een trekpleister voor pelgrims. De rotssteen liet toe om redelijk gemakkelijk gangen uit te kappen in de ondergrond; hier en daar is er een klein altaar uitgehouwen. De catacomben zijn versierd met fresco’s. Na de 5e eeuw werden er minder begrafenissen uitgevoerd in de catacomben. In de vroege middeleeuwen werden wel nog bisschoppen van Napels ten grave gedragen.
Sarcofagen werden geplunderd in de loop van de tijd. Arcosolia geven aan waar deze sarcofagen stonden. Later vonden ook slachtoffers van de pest er een graf. 
In de 18e eeuw groeide de interesse om de Catacomben San Gennaro te ontdekken en in kaart te brengen. Giuseppe Spinelli, kardinaal-aartsbisschop van Napels, verklaarde dat de stoffelijke resten uit een vaas in de catacomben, afkomstig waren van de heilige Agrippinus. 
Toeristen vonden hun weg naar de catacomben in de loop van de 19e eeuw. 
Tijdens de Tweede Wereldoorlog was het een schuilplaats, zoals andere grotten in Napels. 
- Gemeinsame Normdatei: 7611008-4
- Virtual International Authority File: 241252156